# زكي العيلة
زكي العيلة (ولد في مخيم جباليا في 1سبتمبر 1950- 8 مايو 2008) كاتب فلسطيني أصدر عدة مجموعات قصصية ودراسات نقدية.

## نشأتة وتعليمه
وُلد في مخيم جباليا بغزة لعائلة فلسطينية هُجرت من البلدة الأصلية يبنا بقضاء الرملة - فلسطين وحصّل فيها تعليمه المدرسي. التحق عام 1969 بدار المعلمين في رام الله وعمل بعد تخرجه في التدريس في مدارس الغوث. درس الادب العربي ونال شهادة البكالوريوس من جامعة الخليل عام 1980 ومن الجامعة الإسلامية في غزة عام 1984، وشهادة دبلوم في الدراسات العليا من قسم اللغة العربية بكلية التربية عام 1996.
نال عام 2001 شهادرة الماجستير في الأدب والنقد من جامعة عين شمس، وفي عام 2007 نال شهادة الدكتوراه من معهد البحوث والدراسات العربية، القاهرة على أطروحة «الذات، والآخر الإسرائيلي في روايات الأرض المحتلة بعد عام 1967م».

## أعماله الأدبية
بدأ نشاطه الأدبي في مطلع السبعينيات، ونشر تجاربه القصصية الأولى في الملاحق الثقافية التي كانت تصدرها الصحف الفلسطينية آنذاك ثم في مجلة البيادر الأدبي، وعمل محررًا في مجلة «صوت الشباب». كتب القصة والمقالة والنقد والبحث الأدبي، واتخذت كتاباته طابعا سياسيا وطنيا واجتماعيا في فضاء المخيم الفلسطيني وواقع الأرض المحتلة. نشر عددا من الدراسات والمقالات في الصحف والمجلات الفلسطينية والعربية منذ عام 1975، وصدرت له رواية وأربع مجموعات قصصية وثلاثة دراسات أدبية، وقد ترجمت بعض قصصه إلى اللغات الفرنسية والإنجليزية والروسية والاسبانية، وتدرّس بعض قصصه مثل «حيطان من دم»، و«كلهم أبنائي» و«اللوز لا يتأخر عن ميعاده» في المساقات الأدبية في بعض الجامعات الفلسطينية.

## عضويات ومواقع رسمية
- شارك عام 1976 في تأسيس اتحاد الكتاب والأدباء الفلسطينيين[4] وكان عضوا في هيئته الإدارية لأكثر من دورة انتخابية وأمين النشر فيه، ومسؤول النشاطات في الأعوام 1995-1999، وشارك في عدة مؤتمرات ثقافية وأدبية.
- مدير تحرير مجلة الكلمة ـ رام الله، منذ عام 1979.
- عضو مجلس أمناء جمعية الملتقى الفكري ـ الخليل منذ عام 1984
- عضو المجلس الأعلى للفولكلوريين ـ رام الله منذ 1994.
- كما عمل أيضا محاضرا جامعيا غير متفرغ.[3]

## وفاته
أصيب بالسرطان في 8 مايو 2008 بعد صراع مع المرض استمر لعدة أشهر، ودفن في مقبرة مخيم جباليا في جنازة كبيرة حضرتها أيضا شخصيات ثقافية وسياسية وقيادات من الفصائل الفلسطينية.

## جوائز وتكريم
- جائزة القصة القصيرة من جامعة بيت لحم - 1977
- الجائزة الأولى من اتحاد الكُتاب الفلسطينيين - 1989
- تكريم في مهرجان القدس عاصمة الثقافة العربية، برفقة 27 أديب ومثقف فلسطيني عام 2009

## إصـدارات
- العطش ـ مجموعة قصصية ـ دار الكاتب، القدس، 1978 [10]
- الجبل لايأتي ـ مجموعة قصصية ـ دار الكاتب، القدس، 1980
- تراث البحر الفلسطيني ـ دراسة ـ دار الرواد، القدس، 1982
- حيطان من دم ـ مجموعة قصصية ـ اتحاد الكتاب، القدس، 1989
- زمـن الغيـاب ـ قصة ـ اتحاد الكتاب ـ القدس، 1998
- بحر رمادي غويط ـ مجموعة قصصية ـ اتحاد الكتاب، القدس، 2000
- المرأة في الرواية الفلسطينية ـ دراسة ـ أوغاريت للنشر ـ رام الله، 2003
- في ضفاف السرد - دراسات في القصة والرواية، منشورات الماجد، رام الله، 2006

## تحت الطبع
- ذاكـرة مـكان ـ مشـاهدات ـ بالاشتراك مع غريب عسقلاني
- مكاتيب للضوء ـ نصـوص
- القبض على محمد الدرة - مجموعة قصص قصيرة جداً